# 新亞歷山德里夫卡 (布羅瓦雷區)
50°26′40″N 31°39′44″E / 50.44444°N 31.66222°E
新亞歷山德里夫卡（烏克蘭語：Нова Олександрівка）是位於烏克蘭北部的村莊，由基辅州布羅瓦雷區的茲胡里夫卡市鎮負責管轄。該村始建於1910年，面積2.91平方公里，海拔高度135米，2001年人口1,243，人口密度每平方公里426.9人。